# Parafrondicularia
Parafrondicularia es un género de foraminífero bentónico de la subfamilia Plectofrondiculariinae, de la familia Plectofrondiculariidae, de la superfamilia Nodosarioidea, del suborden Lagenina y del orden Lagenida. Su especie-tipo es Parafrondicularia japonica. Su rango cronoestratigráfico abarca desde el Ypresiense (Eoceno inferior) hasta la Actualidad.

## Discusión
Clasificaciones previas incluían Parafrondicularia en la familia Nodosariidae.

## Clasificación
Parafrondicularia incluye a las siguientes especies:
- Parafrondicularia antonina †
- Parafrondicularia helenae
- Parafrondicularia herrerae
- Parafrondicularia javana
- Parafrondicularia wairarapa
- Parafrondicularia whitei

Otras especies consideradas en Parafrondicularia son:
- Parafrondicularia advena †, considerado sinónimo posterior de Mucronina compressa †
- Parafrondicularia japonica †, considerado sinónimo posterior de Parafrondicularia antonina †